# Nina Degele
Nina Degele (Ulm, 29 de juliol de 1963) és una sociòloga i professora universitària alemanya.

## Trajectòria
Nina Degele va estudiar Sinologia, Sociologia, Ciències Polítiques, Filosofia i Psicologia a la Universitat de Múnic i a la Universitat de Frankfurt. El 1993 es va doctorar a la Facultat de Ciències Socials amb la tesi: Der überforderte Computer. Zur Soziologie menschlicher und künstlicher Intelligenz. El 1998 va completar la seva habilitació amb Informiertes Wissen. Eine Wissenssoziologie der computerisierten Gesellschaft.
El 1998, Nina Degele va ser professora visitant a la Universitat de Minnesota, i el 1999 va representar la càtedra C-4 de Sociologia general i anàlisi social a la Facultat de Ciències Socials de la Universitat d'Osnabrück. L'any 2000, fou catedràtica de sociologia i recerca empírica de gènere a l'Institut de Sociologia de la Universitat de Friburg de Brisgòvia. Des del 2002 és directora de l'Instituts für Soziologie.
El centre del seu treball de recerca recau en la sociologia del coneixement i la tecnologia, la teoria de la modernització, els estudis de gènere i queer, com també la metodologia qualitativa.

## Obra publicada
- 1994: Der überforderte Computer. Zur Soziologie menschlicher und künstlicher Intelligenz. Ffm: Campus, ISBN 3-593-35082-3.
- 2000: Informiertes Wissen. Eine Wissenssoziologie der computerisierten Gesellschaft. Ffm: Campus.
- 2001: Soziologische Beratungsforschung. (hg. gemeinsam mit Tanja Münch/Hans Pongratz/Nicole Saam). Opladen: Leske + Budrich.
- 2002: Einführung in die Techniksoziologie. München: Fink (UTB).
- 2004: „Sich schön machen.“ Zur Soziologie von Geschlecht und Schönheitshandeln. Opladen: VS-Verlag.
- 2005: Modernisierungstheorie. Eine Einführung (gemeinsam mit Christian Dries). München: Fink (UTB).
- . Fink Verlag, Paderborn 2008, ISBN 978-3-8252-2986-3
- 2010: Gendered Bodies in Motion (hg. gemeinsam mit Sigrid Schmitz, Marion Mangelsdorf und Elke Gramespacher) Opladen: Budrich UniPress, ISBN 978-3-940755-57-5.
- 2011: Hetero, weiß und männlich? Fußball ist viel mehr! Eine Studie der Friedrich-Ebert-Stiftung zu Homophobie, Rassismus und Sexismus im Fußball (PDF; 982 kB) (gemeinsam mit Caroline Janz), Berlin.